# Löhrl-Effekt
Der Löhrl-Effekt (nach Hans Löhrl) beschreibt in der Ornithologie den Zusammenhang zwischen der Größe von Nisthöhlen und der Gelegegröße sowie dem Fortpflanzungserfolg bestimmter Vogelarten.

## Forschung
Der Ornithologe Hans Löhrl konnte in Versuchsreihen in den Jahren 1973 und 1980 nachweisen, dass Kohlmeisen in größeren Nisthöhlen größere Gelege und höheren Bruterfolg haben, als in kleineren Nisthöhlen. Er konnte ferner nachweisen, dass Kohlmeisen größere Bruträume deutlich bevorzugen. Ein solcher Einfluss der Nistkastengröße auf die Gelegegröße konnte später auch bei anderen Vogelarten wie der Sumpfmeise, der Weidenmeise, dem Trauerschnäpper, dem Buntspecht und dem Star nachgewiesen werden, wobei der Effekt bei  der Sumpfmeise und der Weidenmeise am deutlichsten war.